# DiaDaisy
『DiaDaisy』（ディアデイジー）は、小学館が「小学館スペシャル DiaDaisy」の名前で発行していた、女子小中学生向けファッション雑誌である。

## 概要
雑誌名の由来は、ダイヤモンド (diamond) や親愛なる (dear) を意味するDiaと、ヒナギクや花言葉で無邪気な性格を意味するDaisyを併せた造語である。
小学館は女子小学生向けに少女向け幼年漫画雑誌の『ちゃお』と低学年向け幼年漫画情報誌の『ぷっちぐみ』、女子中高生向けには少女漫画雑誌の『少女コミック(Sho-Comi)』や『ベツコミ(別冊少女コミック)』、高校生以上の若い女性向けにファッション雑誌の『CanCam』や『PS』を発行しているが、小学館のラインナップにおいて『ちゃお』・『ぷっちぐみ』や「小学館の学年別学習雑誌」を読まなくなるような小学校高学年から中学生のローティーンを対象としたファッション雑誌は空白であり、それらの年代の女子にファッションやライフスタイルを提案する雑誌として、2009年10月31日に創刊号が発売された。第2号は2010年3月、第3号は同年7月に発売された。しかし、第4号以降は発売されることがなく、事実上休刊した。
ファッション雑誌であるが、小学館の子供向け雑誌らしく漫画の付録があり、創刊号では『Sho-Comi』から水瀬藍、池山田剛らが招へいされていた。

## モデル
- 岩崎響
- 川島海荷（当時・9nine）
- 木咲樹音
- 小西沙絵加
- 佐藤美咲（小学六年生読者モデルオーディション2009グランプリ、元凸凹凸凹-ルリロリ-メンバー）
- 篠原里奈
- 珠利亜（小学六年生読者モデルオーディション2009準グランプリ、『ラブベリー』から移籍）
- ターニャ
- 辻美優
- 辻森瑞生（小学六年生読者モデルオーディション2009グランプリ）
- 中元すず香（当時・さくら学院）
- 福田雅
- 前田澪
- 真島なおみ（小学六年生読者モデルオーディション2009特別賞、『ニコ☆プチ』から移籍）
- 武藤彩未（当時・さくら学院）
- 村上琴莉（小学六年生読者モデルオーディション2008グランプリ）
- 綿貫みらる（小学六年生読者モデルオーディション2007準グランプリ、元『ニコ☆プチ』専属モデル）
- 玉井詩織（ももいろクローバー）
- 林愛夏（現・ベイビーレイズ）
- 南有貴

## 競合誌
- ピチレモン（学研プラス）
- ニコラ（新潮社）本誌創刊の数ヶ月前に発行された2009年9月号にて、『ちゃお』関係のブランド「ちゃおスタイル」商品の掲載や、『Sho-comi』とのコラボレーションが行われた。なお後者は2021年9月号でも行われている。
- ニコ☆プチ（新潮社）
- ラブベリー（徳間書店）
- Hana*chu→（主婦の友社）